# Harley Race
Pour les articles homonymes, voir Race (homonymie).
Harley Leland Race (né le 11 avril 1943 à Quitman (en) et mort le 1er août 2019 à Troy) est un catcheur (lutteur professionnel) ainsi qu'un manager, un promoteur et un entraîneur américain de catch.
Il commence sa carrière en 1960 dans le Sud des États-Unis et devient populaire à l'American Wrestling Association (AWA) en faisant équipe avec Larry Hennig. Ils deviennent champion du monde par équipes de l'AWA à trois reprises. Par la suite, il quitte cette fédération pour aller travailler dans les territoires de la National Wrestling Alliance (NWA) et remporte à huit reprises le championnat du monde poids lourd de la NWA. Dans la deuxième moitié des années 1980, il rejoint la World Wrestling Federation  où il remporte le tournoi King of the Ring en 1986. Il quitte cette fédération en 1989 et met fin à sa carrière de catcheur un an plus tard.
Il se reconvertit en manager à la World Championship Wrestling au début des années 1990 et accompagne notamment Vader lors de ses combats. En 1999, il ouvre une fédération de catch, la World League Wrestling où il dirige aussi l'école où il forme de nombreux catcheurs.

## Biographie

### Jeunesse
Harley Race grandit dans une ferme du Missouri qui est voisine de celle des catcheurs Stanislaus (en) et Wladek Zbyszko (en). Dès le plus jeune âge, Race se passionne pour le catch et regarde plusieurs programmes télévisés sur DuMont Network. Il est atteint par la poliomyélite durant l'enfance. Il se distingue durant son adolescence en faisant de l'athlétisme avant de se faire renvoyer de son lycée après une bagarre avec un camarade de classe.

### Carrière de catcheur

#### Débuts sous le nom de Jack Long (1960-1961)
Peu de temps après le renvoi de son lycée, Harley Race rencontre les catcheurs Stanislaus (en) et Wladek Zbyszko (en) qui ont un camp d'entraînement dans une ferme du Missouri. Il effectue alors des petits boulots en étant le chauffeur du catcheur obèse Happy Humphrey (en).
Il commence sa carrière dans le Tennessee à la National Wrestling Alliance (NWA) Mid-America sous le nom de Jack Long et se présente comme étant le frère de John Long. Ensemble ils remportent le championnat par équipe du Sud de la NWA Mid-America. Il impressionne les autres catcheurs du Tennessee par sa volonté d'apprendre. Il est victime d'un grave accident de la route avant Noël 1961 où sa première épouse qui est enceinte meurt. Durant cet accident, il se blesse gravement à la jambe droite et le chirurgien qui s'occupe de lui envisage de l'amputer. Le promoteur de Race arrive avant l'intervention et demande au chirurgien de faire son possible pour sauver sa jambe.

#### Retour sous son véritable nom (1962-1977)
Après son accident de la route, Harley Race passe sa convalescence auprès de son père. Une fois remis de ses blessures, il décide de reprendre sa carrière et de lutter sous son véritable nom. Il part au Texas travailler à la NWA Western States Sports, une fédération d'Amarillo, où il affronte à plusieurs reprises Dory Funk, Sr. (en) et ses fils Dory, Jr. et Terry. Au cours de son passage au Texas, il rencontre aussi Larry Hennig qui l'invite à le rejoindre dans le Minnesota à l'American Wrestling Association (AWA). À leur arrivée, on les surnomme les Dolly Sisters car ils sont efféminés. Race gagne le respect de ses pairs en prenant des bumps et a la réputation d'être un dur à cuire.

## Palmarès
- American Wrestling Association (AWA)
  - 3 fois champion du monde par équipes de l'AWA avec Larry Hennig[8]
- Central States Wrestling
  - 9 fois champion poids lourd de la NWA Central States[9]

- National Wrestling Alliance
  - 8 fois Champion du monde poids-lourds de la NWA
  - NWA Hall of Fame (Classe de 2005)
- World Championship Wrestling[a]
  - 1 fois champion par équipes de l'International Wrestling Alliance avec Larry Hennig[10]
- World Wrestling Entertainment
  - Membre du WWE Hall of Fame depuis 2004